# Félix Artance
François Marie Félix Artance-Poupat (né le 12 juillet 1860 à Clermont-Ferrand et mort le 14 décembre 1925 dans la même ville) est un compositeur et organiste français.

## Biographie
Fils de François Artance-Poupat, docteur en médecine et membre de l'université, et de Catherine Marie Émilie Rispal, François Marie Félix Artance-Poupat nait, le 12 juillet 1860, au domicile de ses parents situé à Clermont-Ferrand, canton nord, au 17 de la rue du Port. Par sa mère, fille de César Pierre Rispal, notaire à Clermont-Ferrand, puis à Saint-Genès-Champanelle, et d'Anne Élisabeth Chaudessolle, il est cousin au 5e degré de l'avocat, Guillaume François Félix Chaudessolle, et cousin au 6e degré du médecin, Jean Gabriel Dufaud.
À l'occasion de la fête solennelle de la basilique Notre-Dame-du-Port qui se tient à Clermont-Ferrand, le 21 mai 1894, il compose une symphonie-cantate, à grandes proportions, écrite pour de nombreux exécutants, en l'honneur de la Madone et qu'il dédie à la mémoire de son père.
En 1896, alors organiste à la basilique Saint-Amable de Riom, il charge le facteur d'orgue flamand, Charles Anneessens, de la restauration de l'orgue. Ce dernier équipe l'instrument, construit en 1834, par Joseph Callinet, avec deux claviers et un pédalier à transmission mécanique, d'une nouvelle transmission pneumatique et une  composition modifiée, dans le style symphonique. 
En 1904, il collabore au projet initié par Monsieur Soulacroup de création d'un petit conservatoire de musique à Clermont-Ferrand. À ce titre, il dispense les cours supérieurs de piano du vendredi soir.
Il décède le 14 décembre 1925 en son domicile situé à Clermont-Ferrand, au 56 de l'avenue d'Italie. Son décès est déclaré par son cousin, Paul Arthur Marie Chaudessolle, alors capitaine à l'état-major.
À la suite de son décès, la revue L'Auvergne littéraire, artistique et félibréenne lui consacre quelques lignes, dans son édition de janvier 1926, en ces termes : 

« Le compositeur Félix Artance est mort à Clermont-Ferrand, le mois dernier. Il laisse une abondante production musicale qui aurait assuré à un artiste, mieux soutenu par ses compatriotes, un rôle d'avant-garde effectif dans l'évolution actuelle de la musique. On s'est contenté toujours de louer en lui le parfait organiste pour n'avoir pas à connaître le créateur dont les œuvres déconcertaient et gênaient l'incuriosité et le laisser aller des milieux artistique. Doit-on maintenant les faire connaître ou seulement les louer comme elles le méritent, à présent qu'on peut le tenter sans paraître vouloir élever un vivant au-dessus de cette médiocrité qu'il déplait tant à des contemporains de voir dépasser par un des leurs. »

## Œuvres

### Compositions
- Chant de gloire en l'honneur du bienheureux Pierre Louis Marie Chanel, de la société de Marie, premier martyr de l'Océanie[6], soli et chœur à quatre parties avec accompagnement de violons, piano, orgue, violoncelles et contrebasse (1891)[7],
- Oraison dominicale[6],
- symphonie-cantate en l'honneur de la Madone (1894)[1],
- Ave Maria[8],
- La petite sonate pour piano, dédiée à Franz Liszt (œuvre de jeunesse)[9],
- Méditation pour violon et orgue, morceau qu'il interprète, en duo, avec Léo Altmann, à l'occasion du concert religieux donné en l'église du Sacré-cœur de Royat, le 30 juillet 1896[10],
- Contemplation pour orchestre et harpe, morceau également joué à l'occasion de ce concert religieux,
- Prière de Saint-Bernard à la très Sainte-Vierge, pour soprano ou ténor, avec accompagnement d'orgue (1897)[7],
- Foi, espérance et charité, soli, chœur et orgue (1898)[7],
- Sonate bi-harmonique pour piano ; I Le torrent (Allegro), II Le ruisseau (Amusements), III La mer (Fugue), dédiée à Geneviève de Scorraille (1910)[9]. À propos de cette sonate, l'Avenir du Puy-de-Dôme, dans un article de 1910, salue la nouveauté harmonique qu'elle comporte. En effet, cette sonate se compose d'un premier allegro très mouvementé, morceau bimodal c'est-à-dire laissant la main gauche évoluer dans un ton, en majeur, et la droite en mineur. La deuxième partie est omnitonale, imposant un ton fixe à la main gauche, pendant que la droite s'amuse à des variations passant dans tous les tons. La troisième partie est composée, quant à elle, d'une fugue sextonique composée d'une gamme à six tons[11].
- La grande sonate pour piano ; Les quatre éléments I La terre, II L'air, III L'eau et IV Le feu, dédiée à ses élèves (1911)[9].

### Ouvrages et articles
En 1896, il signe un article, publié dans l'édition du 15 octobre de la Revue illustrée, intitulé Balzac et la musique dans lequel il se livre à une critique élogieuse du dernière ouvrage de Gustave Robert.
En 1897, il publie une Étude chromatique et rationnelle du violon spécialement composée pour les violonistes modernes ainsi qu'une étude intitulée L'orgue et ses perfectionnements modernes.

## Distinctions
Il est présenté par Messieurs Marc de Vissac et Bernet-Rollande à la correspondance de l'Académie des sciences, belles-lettres et arts de Clermont-Ferrand, en séance du 3 décembre 1891, en sa qualité de maître de chapelle à Riom. Sa candidature est favorablement accueillie et il offre, cette occasion, à l'académie, deux de ses compositions : Chant de gloire en l'honneur du bienheureux Chanel et Oraison dominicale.
Il est élu membre correspondant de l'académie, au premier tour de scrutin, en séance du 21 janvier 1892. Le 19 janvier 1893, il est élu membre titulaire.
En 1896, Gustave Robert lui dédie la préface de son ouvrage La musique à Paris : 1894-1895, publié aux éditions Fischbacher.